# FCER1G
FCER1G (англ. Fc fragment of IgE receptor Ig) – білок, який кодується однойменним геном, розташованим у людей на короткому плечі 1-ї хромосоми.  Довжина поліпептидного ланцюга білка становить 86 амінокислот, а молекулярна маса — 9 667.
| 10         |  | 20         |  | 30         |  | 40         |  | 50         |
| ---------- |  | ---------- |  | ---------- |  | ---------- |  | ---------- |
| MIPAVVLLLL |  | LLVEQAAALG |  | EPQLCYILDA |  | ILFLYGIVLT |  | LLYCRLKIQV |
| RKAAITSYEK |  | SDGVYTGLST |  | RNQETYETLK |  | HEKPPQ     |  |            |

A: Аланін

C: Цистеїн

D: Аспарагінова кислота

E: Глутамінова кислота

F: Фенілаланін

G: Гліцин

H: Гістидин

I: Ізолейцин

K: Лізин

L: Лейцин

M: Метіонін

N: Аспарагін

P: Пролін

Q: Глутамін

R: Аргінін

S: Серин

T: Треонін

V: Валін

Кодований геном білок за функціями належить до рецепторів, фосфопротеїнів. 
Білок має сайт для зв'язування з імуноглобуліном ige. 
Локалізований у клітинній мембрані, мембрані.